# Karin Boye
Karin Maria Boye (Göteborg, 26 d'octubre de 1900 - Alingsås, 23 d'abril de 1941) fou una poetessa i novel·lista sueca.

## Vida i obra
Karin Boye nasqué a Göteborg el 1900, però des del 1909 la seva família va viure a Estocolm. A la Universitat d'Uppsala, Boye es va integrar en un grup socialista i antifeixista.
El 1931 Boye, junt amb Erik Mesterton i Josef Riwkin, fundà la revista de poesia Spektrum, amb la qual introduïren T. S. Eliot i els surrealistes a Suècia. Boye també traduí moltes obres d'Eliot al suec.
Malgrat que s'havia casat el 1929, el 1932 deixà el seu marit per mantenir una relació homosexual amb l'esposa del poeta Gunnar Ekelöf, tot i que de seguida la deixà, quan va conèixer una altra dona que consideraria la seva "esposa" durant la resta de la seva vida.
Tot i que Boye és més recordada com a poetessa, també va escriure diverses novel·les. La més coneguda fora del seu país és probablement Kallocain (1940). Inspirada per la seva visita a Alemanya, just en el moment de l'ascens del nazisme, aquesta novel·la és el retrat d'una societat distòpica en la línia de la precedent Un món feliç, d'Aldous Huxley (1932), i de la futura 1984, de George Orwell (1949). A la novel·la, un científic anomenat Leo Kall inventa la "kallocaïna", una mena de sèrum de la veritat que permet a qui en disposa tenir el control de la població.
Boye se suïcidà el 1941 i la seva parella la imità immediatament. Al lloc on es va trobar el seu cos, ara hi ha un monument commemoratiu i, des del 2004, li està dedicada una secció de la biblioteca de la Universitat d'Uppsala, on havia estudiat.